# Vol FedEx Express 647
Le 18 décembre 2003, le McDonnell Douglas MD-10 effectuant le vol FedEx Express 647, un vol cargo régulier entre l'aéroport international d'Oakland, en Californie, et l'aéroport international de Memphis, dans le Tennessee, est sortie de la piste et a pris feu lors de l'atterrissage, blessant deux des 7 personnes présentes à bord.

## Avion et équipage

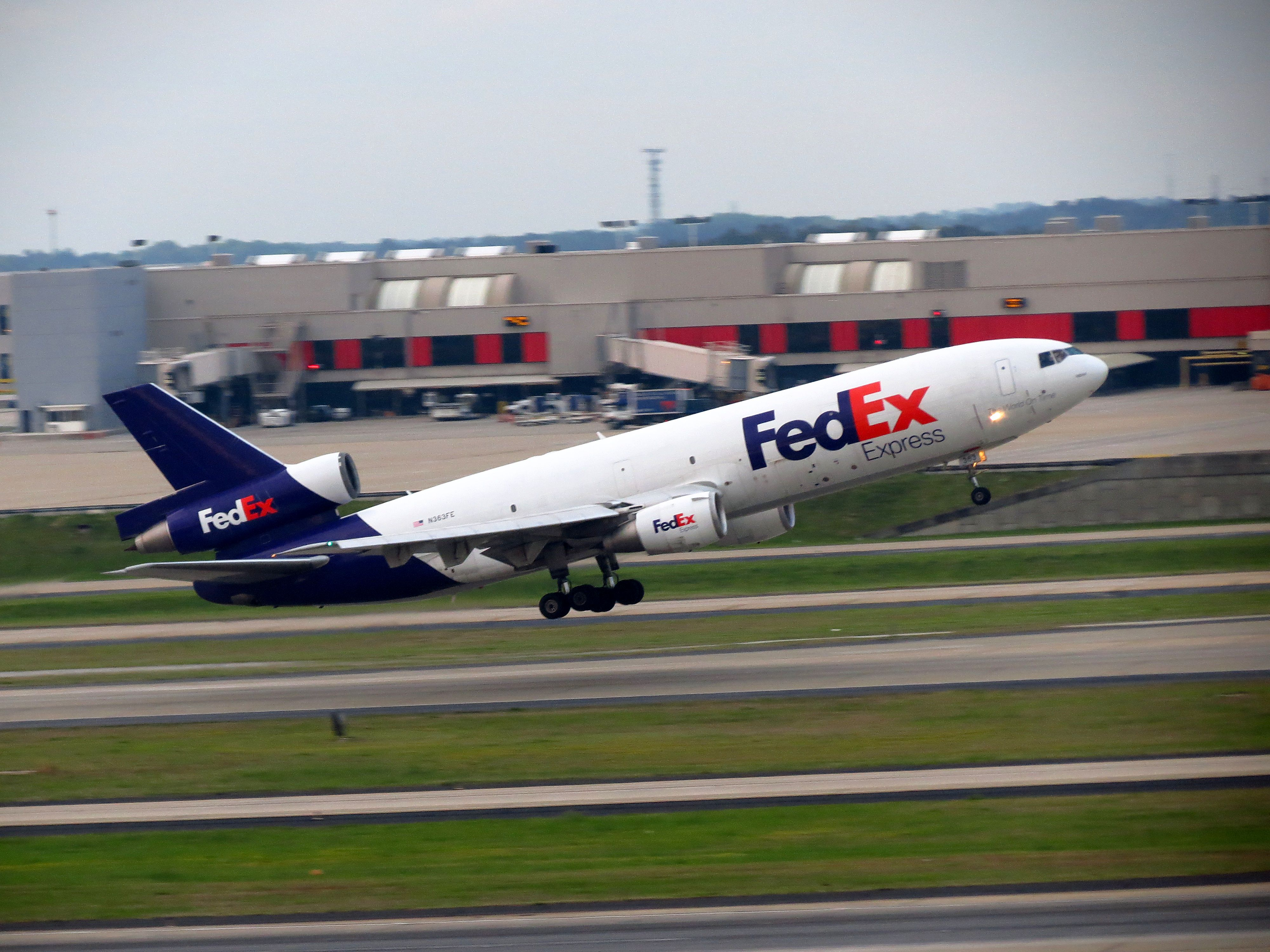
Un McDonnell Douglas MD-10-10F de FedEx, similaire à celui impliqué dans l'accident.

L'appareil concerné était un McDonnell Douglas MD-10-10F immatriculé N364FE (numéro de série 46600/4). L'avion a été construit à l'origine an tant que DC-10-10, le 18 janvier 1971, et livré à United Airlines le 25 mai 1972, avec comme immatriculation N1801U. Il a ensuite été revendu et FedEx en a pris livraison le 2 juillet 1998, après sa conversion en MD-10-10F, et a réimmatriculé l'avion sous le numéro N364FE. Cet avion gros-porteur était équipé de trois moteurs General Electric CF6-6D et, au moment de l'accident, il totalisait environ 65 375 heures de vol et 26 163 cycles (décollage/atterrissage).
L'équipage de l'avion était expérimenté : le commandant de bord, âgé de 59 ans, travaillait pour Flying Tiger Line depuis le 10 juillet 1978 et était devenu pilote chez FedEX lorsque les deux compagnies ont fusionné, le 7 août 1989. Il cumulé environ 21 000 heures de vol à son actif, dont 2 602 heures de vol sur les appareils de type MD-10 et MD-11. La copilote, âgée de 44 ans, avait été embauchée par FedEx le 21 février 1996, après avoir travaillé pour Mesaba Airlines depuis 1991. Elle totalisé environ 15 000 heures de vol, dont 1 918 heures sur MD-10/MD-11.
À bord se trouvaient cinq membres d'équipage de FedEx en congé et se rendant également à Memphis.

## Accident
Le vol 647 devait quitter Oakland pour Memphis à 08 h 10, heure standard du Centre (CST), et après un bref retard dû à un problème au niveau du tri de colis, il est parti pour Memphis à 08 h 32. Le départ d'Oakland et le vol entre Oakland et Memphis se sont déroulés sans incident.

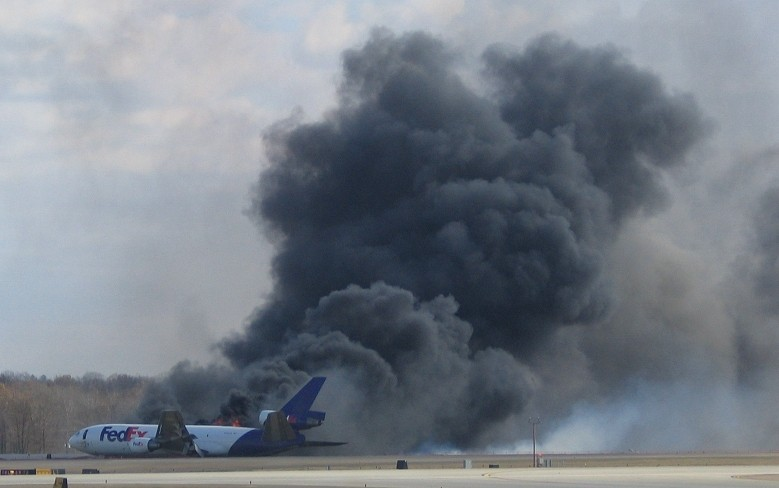
Le MD-10 en feu, photographié peu après l'accident du vol 647.

L'avion a atterri vers 12 h 26 sur la piste 36R de l'aéroport international de Memphis et presque immédiatement, le train d'atterrissage droit s'est affaissé. L'avion a rapidement dévié vers la droite de la piste et a pris feu. La copilote a été légèrement blessée alors qu'elle évacuait l'avion, tout comme l'un des cinq pilotes de FedEx qui étaient à bord en tant que passagers.
On a découvert plus tard que le pilote qui a activé le toboggan de sortie de secours n'avait pas été suffisamment formé à son fonctionnement ; la poignée qui a été tirée a en effet libéré le toboggan, pour qu'il puisse être utilisé comme radeau en cas d'amerrissage, et le toboggan s'est ensuite détaché de l'avion, ce qui a davantage compliqué l'évacuation.

## Enquête
Le Conseil national de la sécurité des transports (NTSB) a mené une enquête complète sur l'accident. Il a constaté que même si l'avion avait rencontré un vent de travers lors de l'atterrissage, les conditions météos étaient tout à fait dans les limites de sécurité de l'avion. La copilote n'a pas correctement aligné l'avion avant l'atterrissage ni ralenti suffisamment avant l'atterrissage, de sorte qu'il a touché la piste très brutalement .
Au moment de l'atterrissage, le vent de travers a causé l'abaissement de l'aile droite d'environ 6°. Cela dépassait les capacités de conception du train d'atterrissage principal droit, et, en conséquence, celui-ci s'est cassé. Le NTSB a également cité comme facteur contributif les actions du commandant de bord, qui n'a pas vérifié de manière adéquate le travail effectué par la copilote.
Le NTSB a également constaté que l'ordonnance 8400.10 de la Federal Aviation Administration (FAA) (manuel de l'inspecteur du transport aérien) était déficiente dans la section traitant de l'assurance de la formation à l'évacuation pour l'équipage en cas d'urgence.